# 쿤룬 레드 스타
쿤룬 레드 스타(중국어 간체자: 昆仑红星, 정체자: 崑崙紅星, 병음: Kūnlún Hóngxīng, 한자음: 곤륜홍성)는 2016년 창단된 중화인민공화국 베이징의 프로 아이스하키팀이다. 현재 콘티넨탈 하키 리그에 참가하고 있으며 홈구장은 서우강 아이스하키 경기장이다.